# Хэберлин, Пауль
Пауль Хэберлин (нем. Paul Häberlin, * 17 февраля 1878 г. Кесвиль, кантон Тургау, Швейцария; † 29 сентября 1960 г. Базель) — швейцарский философ, педагог и филолог.

## Жизнь и творчество
Пауль Хэберлин родился в семье учителя. Изучал теологию в университетах Базеля, Гейдельберга и в берлинском университете Гумбольдта (Humboldt-Universität zu Berlin). В 1899 году, во время учёбы в Гейдельберге, вступил в «Шварцбургбунд», студенческую организацию Товарищество Германия (Burschenschaft Germania). После защиты докторской диссертации Хэберлин первое время служил протестантским пастором в Шафхаузене (Швейцария), однако под влиянием работ Иммануила Канта оставил религиозное служение и занялся изучением философии, филологии и естественных наук, после чего стал преподавателем математики и естественных наук. В 1903 году он защитил диссертацию в области философии, зоологии и ботаники и начал преподавать в реальном училище в Базеле. В 1904 году учёный стал директором педагогического семинара в швейцарском Кройцлингене и вступил в брак с художницей Генриеттой Паулой Барух (1882—1968). К этому времени также относится его знакомство и дальнейшая дружба с известным швейцарским психиатром (1882—1968) Людвигом Бинсвангером. С 1908 года Хэберлин — приват-доцент в Базеле, с 1912 года — профессор Бернского университета, и с 1922 года — профессор Базельского университета в областях философии, филологии и педагогики (вплоть до своего ухода на пенсию в 1948 году).
Пауль Хэберлин является основателем Швейцарского философского общества и один из спонсоров исследовательского «фонда Люцерна» («Stiftung Lucerna»). Был дружен с выросшим также в Кессвиле психиатром и психологом Карлом Густавом Юнгом.
Учёный являлся представителем так называемой философской антропологии и сторонником экзистенциализма. Разрабатывал в своих работах теорию «большого Да», особую позицию, согласно которой Вера была связана у него с обращением к окружающему человека миру и обществу. Основные вопросы существования определялись отношением субъекта к Бытию и возможности позитивного самоанализа. Научный архив учёного после его смерти хранится в отделении рукописей университетской библиотеки Базеля.

## Сочинения (избранное)
- Основы философии Герберта Спенсера (Herbert Spencers «Grundlegung der Philosophie»). Leipzig 1908.
- Наука и философия. Их сущность и соотношение (Wissenschaft und Philosophie. Ihr Wesen und Verhältnis). Band 1: Wissenschaft. Kober, Basel 1910.
- Наука и философия. Их сущность и соотношение (Wissenschaft und Philosophie. Ihr Wesen und Verhältnis). Band 2: Philosophie. Kober, Basel 1912.
- Цель воспитания (Das Ziel der Erziehung). Basel 1917.
- Основные вопросы воспитания (Grundfragen der Erziehung). 1920.
- Тело и душа (Leib und Seele). 1920.
- Про наказания в воспитании (Über die Strafe in der Erziehung). 1922.
- Существо религии (Das Wesen der Religion). 1922.
- Родители и дети (Eltern und Kinder). 1922.
- Психология детских проблем (Psychologie der Kinderfehler). 1922.
- Дух и желания. Начальная психология (Der Geist und die Triebe. Eine Elementarpsychologie). Kober, Basel 1924.
- Цель воспитания (Das Ziel der Erziehung). 1925.
- Характер (Der Charakter). 1925.
- Про брак (Über die Ehe). 1925.
- Добро (Das Gute). Basel, 1926.
- Тайна Действительного (Das Geheimnis der Wirklichkeit). Kober, Basel 1927.
- Дружба (Freundschaft). 1927.
- Я и Ты (Ich und Du). 1928.
- Общая эстетика (Allgemeine Ästhetik). Kober, Basel/Leipzig 1929.
- Чудесное. 12 замечаний по поводу религии (Das Wunderbare. Zwölf Betrachtungen über die Religion). Schweizer Spiegel, Zürich 1930.
- Философия как приключение духа (Philosophie als Abenteuer des Geistes). 1930.
- Про совесть (Über das Gewissen). 2. Auflage. 1930.
- Сущность философии. Введение (Das Wesen der Philosophie. Eine Einführung). München 1934.
- Против бездуховного. Этическая ориентация (Wider den Ungeist. Eine ethische Orientierung). Zürich 1935.
- Ведущая нить психологии (Leitfaden der Psychologie). 1937.
- Вместо автобиографии (Statt einer Autobiographie). 1959.
- Человек. Философская антропология (Der Mensch. Eine philosophische Anthropologie). 1941.
- Этика в своих основах (Ethik im Grundriss). 1946.
- Логика в своих основах (Logik im Grundriss). 1947.
- Чувство неполноценности. Сущность, возникновение, сокрытие, преодоление (Minderwertigkeitsgefühle. Wesen, Entstehung, Verhütung, Überwindung). Zürich 1947.
- Жизнь и формы жизни. Вступление к универсальному курсу биологии (Leben und Lebensform. Prolegomena zu einer universalen Biologie). 1957.
- Зло. Происхождение и значение (Das Böse. Ursprung und Bedeutung). 1960.